# CAF Futsal Championship 2004
Il terzo CAF Futsal Championship, disputato nel 2004 dal 2 luglio al 3 settembre, viene considerato il terzo campionato continentale africano per formazioni nazionali di calcio a 5. Inizialmente previsto come manifestazione con fase finale in Egitto, al Cairo, non venne disputata con tale formula a causa delle difficoltà organizzative.
In sua sostituzione furono programmate gare di andata e ritorno a casa delle singole nazioni, dai quarti di finale sino alla finale, questo non supplì ai cronici problemi organizzativi che afflissero la manifestazione che vide, sulle 14 gare in programma, ben otto ritiri, tanto che l'Egitto campione in carica sfidò in finale il Mozambico che giunse all'atto conclusivo della manifestazione senza giocare una sola partita a causa del ritiro di Camerun e Guinea-Bissau. Fu comunque ancora una volta l'Egitto a vincere, laureandosi campione continentale africano per la terza volta, e qualificandosi ai quinti FIFA Futsal World Championship in programma a dicembre a Taiwan.

## Risultati

### Quarti di finale

#### Andata
|            | Risult.                                |               | Città e data |
| ---------- | -------------------------------------- | ------------- | ------------ |
| Egitto     | 11 - 1                                 | Sudafrica     | Cairo 09.07  |
| Sudan      | non disputata per ritiro del Sudan     | Marocco       | -            |
| Capo Verde | non disputata per ritiro di Capo Verde | Guinea-Bissau | -            |
| Camerun    | non disputata per ritiro del Camerun   | Mozambico     | -            |

#### Ritorno
|               | Risult.                                |            | Città e data |
| ------------- | -------------------------------------- | ---------- | ------------ |
| Sudafrica     | 2 - 8                                  | Egitto     | Cairo 16.04  |
| Marocco       | non disputata per ritiro del Sudan     | Sudan      | -            |
| Guinea-Bissau | non disputata per ritiro di Capo Verde | Capo Verde | -            |
| Mozambico     | non disputata per ritiro del Camerun   | Camerun    | -            |

### Semifinali

#### Andata
|               | Risult.                                      |           | Città e data |
| ------------- | -------------------------------------------- | --------- | ------------ |
| Egitto        | 7 - 0                                        | Marocco   | Cairo 30.07  |
| Guinea-Bissau | non disputata per ritiro della Guinea-Bissau | Mozambico | -            |

#### Ritorno
|           | Risult.                                      |               | Città e data |
| --------- | -------------------------------------------- | ------------- | ------------ |
| Marocco   | 3 - 4                                        | Egitto        | 13.08        |
| Mozambico | non disputata per ritiro della Guinea-Bissau | Guinea-Bissau | -            |

### Finali
|           | Risult. |           | Città e data |
| --------- | ------- | --------- | ------------ |
| Egitto    | 10 - 2  | Mozambico | Cairo 27.08  |
| Mozambico | 5 - 3   | Egitto    | 03.09        |

| Qualificate al mondiale | Egitto |
| ----------------------- | ------ |